# Más guapa
Más guapa es una reedición extendida del CD Guapa. Fue lanzada en España el 5 de diciembre de 2006, en conmemoración a los diez años de los comienzos del grupo. A diferencia de la edición original de Guapa, con un CD y un DVD, esta incluía un doble CD: el original de Guapa, y un CD con canciones inéditas y maquetas de los diez años anteriores de historia del grupo. La carátula, con el mismo dibujo, variaba en el color. Mientras que la carátula de Guapa era de color beige, la de Más Guapa era de color blanco.
Fue bastante promocionado por la televisión, donde se mostraba el preview las canciones Amores dormidos, Canción desesperada, En mi lado del sofá, Nuestro mundo y la maqueta de La paz de tus ojos.

## Contenido
Contiene 2 CD, donde se incluye el CD Guapa y otro con canciones inéditas, maquetas, y algunos temas que han sido vueltos a interpretar por el grupo.

## Lista de canciones

### CD 1Guapa
| N.º | Título                                               | Música                               | Escritor(es)               | Duración |  |
| 1.  | «Noche»                                              | A. Montero y X. San Martín           | Xabi San Martín            | 4:28     |  |
| 2.  | «Muñeca de trapo»                                    | A. Montero y X. San Martín           | Pablo Benegas              | 3:55     |  |
| 3.  | «Dulce locura»                                       | A. Montero y X. San Martín           | A. Montero y X. San Martín | 3:49     |  |
| 4.  | «Perdida»                                            | A. Montero y X. San Martín           | P. Benegas                 | 4:20     |  |
| 5.  | «Vuelve»                                             | A. Montero y X. San Martín           | P. Benegas                 | 3:36     |  |
| 6.  | «Escapar»                                            | Xabi San Martín                      | Xabi San Martín            | 3:33     |  |
| 7.  | «Irreversible»                                       | Xabi San Martín                      | Xabi San Martín            | 3:28     |  |
| 8.  | «A diez centímetros de ti»                           | A. Montero y X. San Martín           | Xabi San Martín            | 3:01     |  |
| 9.  | «V.O.S.»                                             | X. San Martín                        | Xabi San Martín            | 3:36     |  |
| 10. | «Apareces tú»                                        | Amaia Montero                        | Amaia Montero              | 4:33     |  |
| 11. | «Manhattan»                                          | A. Montero y X. San Martín           | P. Benegas                 | 2:40     |  |
| 12. | «Mi vida sin ti Cuántos cuentos cuento (Bonustrack)» | A. MonteroP. Benegas y X. San Martín | P. Benegas Xabi San Martín | 7:44     |  |

### CD 2
| N.º | Título | Música                     | Escritor(es)         | Duración |  |
| 1.  | «En mi lado del sofá (Canción descartada de "Guapa")»                                                             | A. Montero y X. San Martín | Pablo Benegas        | 3:30     |  |
| 2.  | «V.O.S. (Maqueta de la canción incluida en "Guapa")»                                                              | X. San Martín              | Xabi San Martín      | 3:18     |  |
| 3.  | «Nuestro mundo (Maqueta descartada de "Guapa")»                                                                   | A. Montero y X. San Martín | Pablo Benegas        | 3:30     |  |
| 4.  | «Cuántos cuentos cuento (Maqueta de la canción incluida en "Guapa")»                                              | X. San Martín              | Xabi San Martín      | 3:27     |  |
| 5.  | «Amores dormidos (Maqueta de canción descartada de Guapa y estrenada por Edurne)»                                 | A. Montero y X. San Martín | Pablo Benegas        | 3:47     |  |
| 6.  | «Canción desesperada (Maqueta descartada de "Guapa")»                                                             | A. Montero y X. San Martín | Pablo Benegas        | 3:34     |  |
| 7.  | «Coronel (Maqueta descartada de "Lo que te conté mientras te hacías la dormida")»                                 | X. San Martín              | Xabi San Martín      | 3:59     |  |
| 8.  | «La paz de tus ojos (Maqueta de la canción incluida en "Lo que te conté mientras te hacías la dormida")»          | A. Montero y X. San Martín | Pablo Benegas        | 4:02     |  |
| 9.  | «Nube (Maqueta descartada de "El viaje de Copperpot")»                                                            | A. Montero y X. San Martín | Pablo Benegas        | 3:43     |  |
| 10. | «Despacio (Maqueta descartada de "El viaje de Copperpot")»                                                        | A. Montero y X. San Martín | Pablo Benegas        | 3:59     |  |
| 11. | «Déjate llevar (Cara B del sencillo El 28 de "Dile al sol", descartada del álbum)»                                | La Oreja de Van Gogh       | La Oreja de Van Gogh | 3:31     |  |
| 12. | «Aquella ingrata (Incluida en la maqueta de 1997 con la que ganaron el Concurso de pop-rock de San Sebastián)»    | La Oreja de Van Gogh       | La Oreja de Van Gogh | 3:05     |  |
| 13. | «El árbol (Incluida en la maqueta de 1997 con la que ganaron el Concurso de pop-rock de San Sebastián)»           | La Oreja de Van Gogh       | La Oreja de Van Gogh | 3:39     |  |
| 14. | «Escalera a la luna (Incluida en la maqueta de 1997 con la que ganaron el Concurso de pop-rock de San Sebastián)» | La Oreja de Van Gogh       | La Oreja de Van Gogh | 5:43     |  |